# Discografia di Ted Nugent
Questa voce contiene la discografia di Ted Nugent, dagli esordi fino ad oggi.

## Discografia
Con The Amboy Dukes
Album in studio
- 1967 - The Amboy Dukes
- 1968 - Journey to the Center of the Mind
- 1968 - Migration
- 1969 - Marriage on the Rocks/Rock Bottom
- 1973 - Call of the Wild
- 1974 - Tooth, Fang & Claw

 Album dal vivo 
- 1971 - Survival of the Fittest: Live
- 1974 - Yeeoww!

Raccolte
- 1975 - Dr. Slingshot
- 1987 - The Ultimate Collection

Solista
Album in studio
| Data | Titolo                           | Etichetta         | Billboard 200 | Riconoscimenti RIAA |
| ---- | -------------------------------- | ----------------- | ------------- | ------------------- |
| 1975 | Ted Nugent                       | Epic Records      | 28°           | 2x Platino          |
| 1976 | Free-for-All                     | Epic Records      | 24°           | 2x Platino          |
| 1977 | Cat Scratch Fever                | Epic Records      | 17°           | 3x Platino          |
| 1978 | Weekend Warriors                 | Epic Records      | 24°           | Platino             |
| 1979 | State of Shock                   | Epic Records      | 13°           | Oro                 |
| 1980 | Scream Dream                     | Epic Records      | 13°           | Oro                 |
| 1982 | Nugent                           | Atlantic Records  | 51°           |                     |
| 1984 | Penetrator                       | Atlantic Records  | 56°           |                     |
| 1986 | Little Miss Dangerous            | Atlantic Records  | 76°           |                     |
| 1988 | If You Can't Lick 'Em...Lick 'Em | Atlantic Records  | 112°          |                     |
| 1995 | Spirit of the Wild               | Atlantic Records  | 86°           |                     |
| 2002 | Craveman                         | Spitfire Records  |               |                     |
| 2007 | Love Grenade                     | Eagle Records     | 186°          |                     |
| 2014 | ShutUp&Jam!                      | Frontiers Records | 26°           |                     |
| 2018 | The Music Made Me Do It          | Round Hill Music  |               |                     |

 Album dal vivo 
| Data | Titolo                             | Etichetta                    | Billboard 200 | Riconoscimenti RIAA |
| ---- | ---------------------------------- | ---------------------------- | ------------- | ------------------- |
| 1978 | Double Live Gonzo!                 | Epic Records                 | 13°           | 3x Platino          |
| 1981 | Intensities in 10 cities           | Epic Records                 | 51°           |                     |
| 1997 | Live at Hammersmith '79            | Sony Records                 |               |                     |
| 2001 | Full Bluntal Nugity                | Spitfire Records             |               |                     |
| 2005 | Extended Versions                  | Sony BMG Music Entertainment |               |                     |
| 2008 | Sweden Rocks                       | Eagle Records                |               |                     |
| 2009 | Motor City Mayhem: 6,000th Concert | Eagle Records                |               |                     |
| 2013 | Ultralive Ballisticrock            | Frontiers Records            |               |                     |

Raccolte
| Data | Titolo                                | Etichetta             | Billboard 200 | Riconoscimenti RIAA |
| ---- | ------------------------------------- | --------------------- | ------------- | ------------------- |
| 1981 | Great Gonzos!: The Best of Ted Nugent | Epic Records          | 140°          | 2x Platino          |
| 1993 | Out of Control                        | Epic Records          |               |                     |
| 1996 | Over The Top                          | Thunderbolt           |               |                     |
| 1996 | Motor City Madness                    | Sony Special Products |               |                     |
| 1998 | Super Hits                            | Epic Records          |               |                     |
| 2001 | Noble Savage                          | Import                |               |                     |
| 2002 | The Ultimate Ted Nugent               | Epic Records          |               |                     |
| 2002 | Take Two                              | Sony Special Products |               |                     |
| 2003 | 20 Hits                               |                       |               |                     |
| 2003 | Take No Prisoners                     | Sony Special Products |               |                     |
| 2004 | Decades of Destruction                | Bizarre Planet        |               |                     |
| 2007 | Greatest Collection                   | Platinum Disc         |               |                     |
| 2009 | Playlist: The Very Best of Ted Nugent | Epic Records          |               |                     |
| 2010 | Happy Defiance Day Everyday           | Eagle Records         | 61°           |                     |

Singoli
- Dall'album Ted Nugent:
  - 1975: Hey Baby
- Dall'album Free-for-All:
  - 1976: Dog Eat Dog
- Dall'album Cat Scratch Fever:
  - 1977: Cat Scratch Fever
  - 1977: Home Bound
- Dall'album Double Live Gonzo!:
  - 1978: Yank Me, Crank Me
- Dall'album Weekend Warriors:
  - 1978: Need You Bad
- Dall'album Scream Dream:
  - 1980: Wango Tango
- Dall'album Intensities in 10 cities:
  - 1981: Jailbait
  - 1981: Land of a Thousand Dances
  - 1981: The Flying Lip Lock
- Dall'album Little Miss Dangerous:
  - 1986: Little Miss Dangerous

Con i Damn Yankees
Album in studio
- 1990 - Damn Yankees
- 1992 - Don’t Tread

Raccolte
- 2002 - The Essentials
- 2003 - High Enough and Other Hits
- 2006 - High Enough

Partecipazioni
- Varii artisti - Hear 'n Aid (1985)
- Berlin - Count Three & Pray (1986)
- Beastie Boys - Check Your Head (1992)
- Varii artisti - Merry Axemas, Vol. 2: More Guitars For Christmas (1998)
- Tommy Shaw - 7 Deadly Zens (1998)
- Barry Sparks - Can't Look Back (2004)

Tribute album
- 1997 - Dragon Attack: A Tribute to Queen
- 1999 - Not the Same Old Song and Dance: Tribute to Aerosmith
- 2006 - World's Greatest Tribute to Ted Nugent